# Cantareira (Porto)
Cantareira é uma antiga zona portuária da cidade do Porto, localizada na freguesia de Foz do Douro. Encontra-se aqui o "Estaleiro do Ouro" local de construção e reparação de embarcações de madeira, actualmente em fase de concurso público para requalificação. Local onde se encontra a única travessia de barco para Vila Nova de Gaia, mais precisamente para a Afurada.

## Património

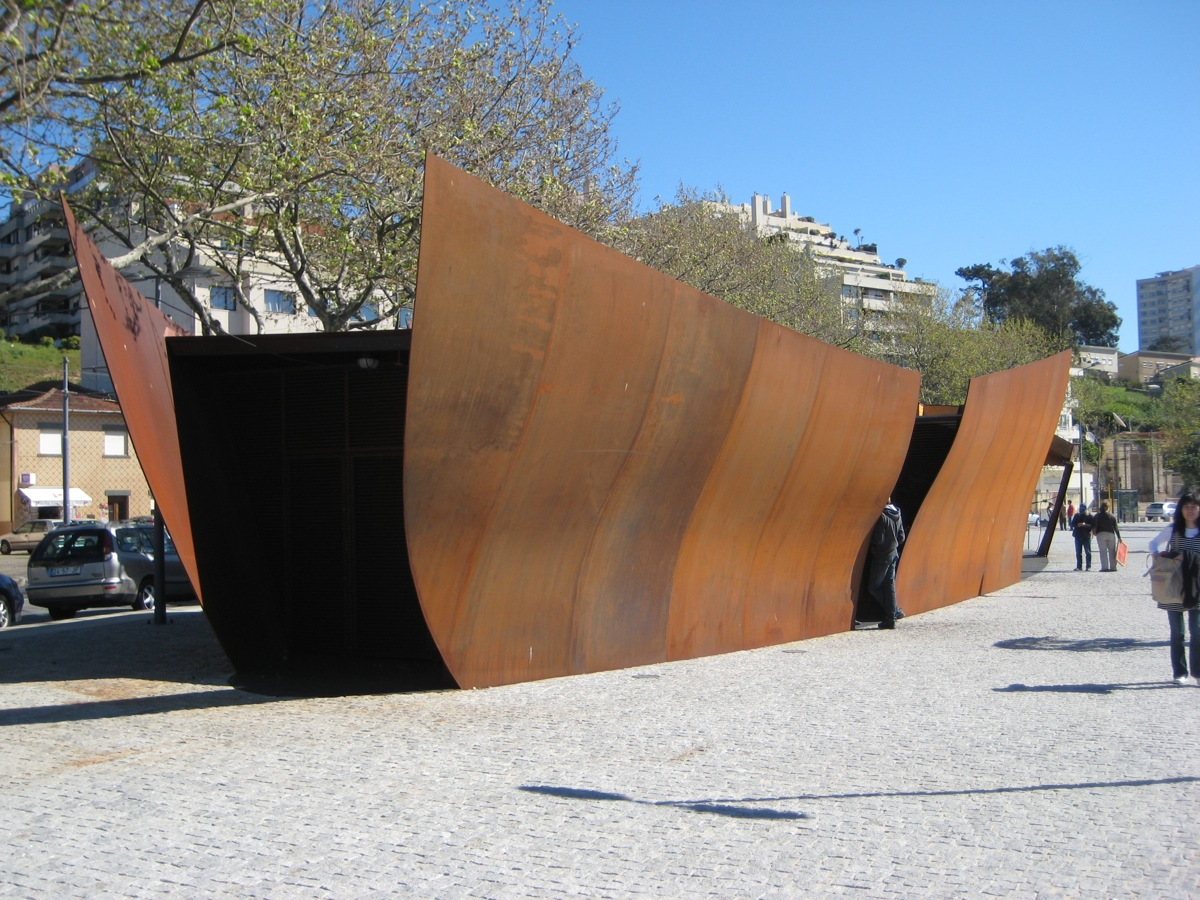
Armazém para equipamentos de pesca

- Farol de São Miguel-o-AnjoArmazém para equipamentos de pesca